# Le Temps et le rêve
An Experiment with Time
Le Temps et le rêve (An Experiment with Time) est un livre du soldat britannique, ingénieur aéronautique et philosophe JW Dunne sur ses rêves précognitifs et une théorie du temps qu'il a nommée plus tard « sérialisme ». Publié pour la première fois en mars 1927 par A & C Black (en), ce livre a reçu une large audience. Bien que jamais admis dans les milieux scientifiques, il a en revanche influencé la littérature de fiction. Dunne a publié quatre suites : The Serial Universe, The New Immortality, Nothing Dies et Intrusions?. Le livre a été traduit et publié en français en 1948. 

## Description

### Aperçu
Le Temps et le rêve comporte deux parties principales :
La première moitié du livre relate un certain nombre de rêves précognitifs dont la plupart ont été faits par Dunne lui-même. Sa conclusion principale est que les visions contenues dans ces rêves prédisent de futures expériences personnelles propres au rêveur et non les événements eux-mêmes. 
La seconde partie développe une théorie pour essayer de les expliquer. Le point de départ de Dunne est l'observation que le moment du « maintenant » n'est pas décrit par la science. La science contemporaine décrit le temps physique comme une quatrième dimension, tandis que le raisonnement de Dunne aboutit à une séquence infinie de dimensions temporelles supérieures mesurant le passage à travers la dimension inférieure. Chacun de ces niveaux s'accompagne d'un niveau de conscience plus élevé. Au bout de la chaîne se trouve un observateur suprême ultime. 
Selon Dunne, notre attention durant la veille nous empêche de voir plus loin que l'instant présent, tandis que lorsque nous rêvons, cette attention s'estompe et nous acquérons la capacité de capter davantage sur notre ligne temporelle. Cela permet à des fragments de l'avenir du rêveur d'apparaître dans des rêves pré-cognitifs, mélangés à des fragments ou à des souvenirs de son passé. D'autres conséquences incluent le phénomène de déjà vu et l'expérience mentale d'une « vie après la mort ».

### Les rêves et l'expérimentation

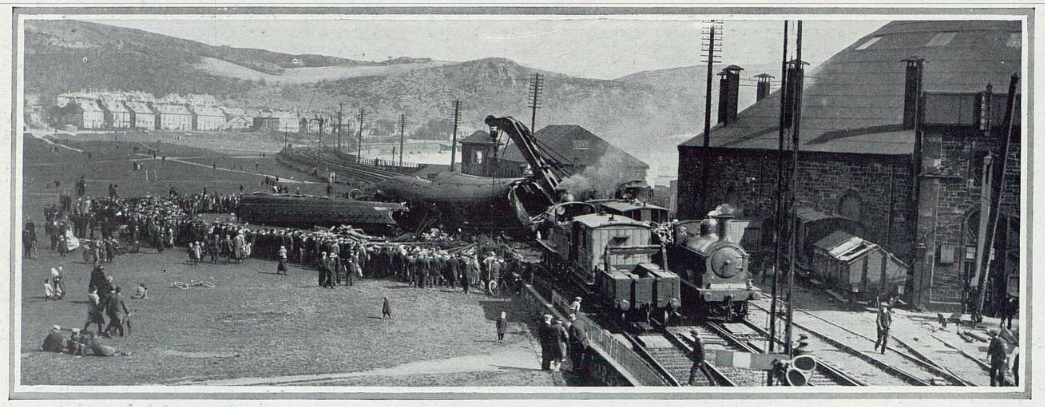
L'accident du Flying Scotsman à la gare de Burntisland, environ 15 miles au nord du pont du Forth, le 14 avril 1914, avait été rêvé par Dunne à l'automne 1913.

Après une discussion sur la fonction du cerveau dans laquelle Dunne expose le parallélisme esprit-cerveau et met en lumière le problème de l'expérience subjective, il raconte sous forme anecdotiques des rêves précognitifs expérimentés pour la plupart  par lui-même. 

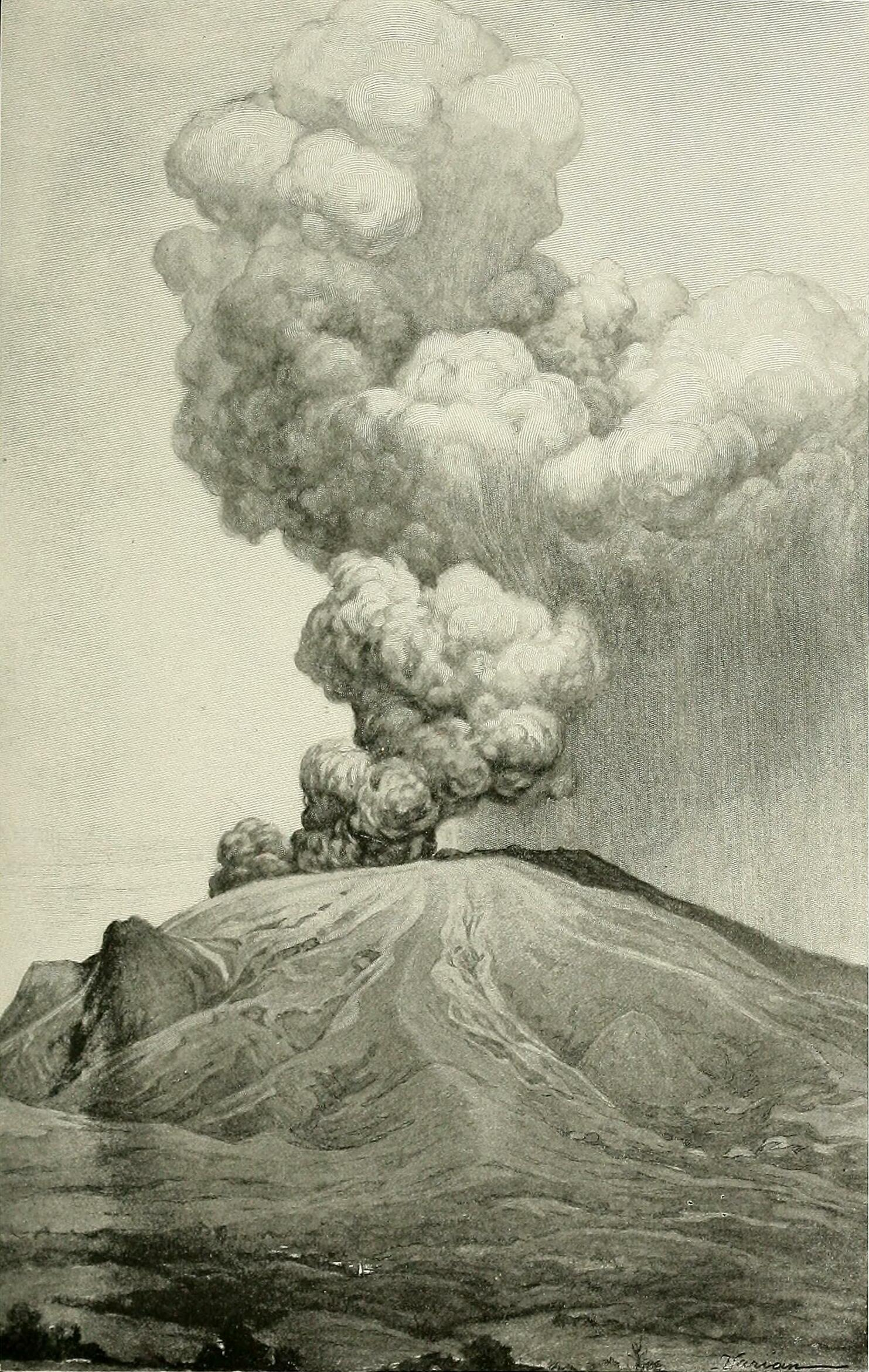
L'éruption de la montagne Pelée en 1902 est l'objet d'un des rêves précognitifs les plus marquants de J.W. Dunne.

Le premier rêve qu'il enregistre a lieu en 1898 : il rêve que sa montre s'arrête à une heure précise avant de se réveiller et de constater que c'est effectivement le cas. Des rêves ultérieurs semblaient prédictifs d'évènements graves : l'éruption de la Montagne Pelée de 1902 en Martinique (un rêve cité par C.G. Jung dans son essai sur la synchronicité), un incendie d'usine à Paris et le déraillement, en 1914, du train express Flying Scotsman non loin du pont ferroviaire du Forth en Écosse. 
Dunne raconte comment il a cherché à donner un sens à ces rêves, en arrivant lentement à la conclusion qu'ils ne prévoyaient en fait que des événements de son propre avenir, comme la lecture du compte rendu d'une catastrophe dans le journal plutôt que la catastrophe elle-même. Pour tenter de le prouver de façon  satisfaisante, il met au point l'expérience qui donne son titre au livre. Il garde un bloc-notes sur sa table de chevet et note tous les détails de ses rêves immédiatement au réveil. Plus tard il compare ces notes aux événements réels survenus sa vie. Il persuade également quelques amis de tenter la même expérience et expérimente sur lui-même des rêves éveillés proches d'un état hypnagogique . 
Sur la base de ces résultats, il affirme démontrer que de tels fragments précognitifs sont courants dans les rêves, même s'ils étaient mélangés de manière égale avec des souvenirs passés, et qu'ils étaient donc difficiles à identifier jusqu'à ce que l'événement qu'ils avaient prévu ait effectivement lieu. Il croyait que l'esprit rêveur n'était pas entièrement attiré par le présent, comme il l'était pendant l'éveil, mais était capable de percevoir les événements de son passé et de son futur avec la même facilité.

### La théorie du sérialisme
Ne doit pas être confondu avec musique  sérielle.
Après avoir présenté ses preuves de la précognition Dunne passe à une théorie d'explication possible qu'il appelle sérialisme. 
La théorie renvoie à une conversation avec sa nurse à l'âge de neuf ans. Déjà sensible au problème, il lui avait demandé si le temps était assimilable aux moments comme hier, aujourd'hui et demain, ou bien s'il s'agissait plutôt du voyage entre eux que nous vivons comme dans l'instant présent. Aucune réponse ne fut donnée, mais l'observation formait déjà la base du sérialisme. 
Dans le contexte de l'espace-temps fixe décrit par la théorie de la relativité générale récemment publiée, un observateur se déplace le long d'une ligne  chronologique dans la direction du temps physique, t 1. La mécanique quantique est aussi à l'époque une science émergente, bien que dans un état moins développé. Ni la relativité ni la mécanique quantique n'offraient d'explication de la place de l'observateur dans l'espace-temps, mais toutes deux l'exigeaient cependant pour développer une théorie physique autour d'elle. Les problèmes philosophiques posés par ce manque de fondement rigoureux commençaient déjà à être reconnus. 
La théorie résout le problème en proposant une dimension supérieure du temps, t 2, dans laquelle notre conscience expérimente son voyage le long de la ligne du temps en t 1 . Le cerveau physique lui-même n'habite que t 1, nécessitant un deuxième niveau d'esprit pour habiter t 2 et c'est à ce niveau que l'observateur fait l'expérience de la conscience. 
Cependant, Dunne constate que sa logique conduit à une difficulté similaire avec t 2, puisque les passages entre les événements successifs de t 2 ne sont pas inclus dans le modèle. Cela conduit à un t 3 encore plus élevé dans lequel un observateur de troisième niveau pourrait expérimenter non seulement la masse des événements en t 2 mais le passage de ces expériences en t 2, et ainsi de suite dans la régression infinie des dimensions temporelles et des observateurs, qui donne son nom à la théorie . 
Dunne suggère qu'à la mort, seul disparait le moi physique en t 1 alors que les mois supérieurs restent hors du temps de ce monde. Ils n'ont donc aucun mécanisme pour mourir de la même manière et sont effectivement immortels. Au bout de la chaîne, il propose « un observateur général superlatif, la source de toute ... conscience » (« a "superlative general observer, the fount of all ... consciousness »).

## Réception

### Réception académique
Parmi les philosophes qui ont critiqué Une expérience avec le temps, citons Hyman Levy dans Nature, JA Gunn, CD Broad et MF Cleugh . Les opinions divergent sur l'existence de la précognition des rêves, tandis que sa régression infinie a été universellement jugée comme étant logiquement imparfaite et incorrecte,,,. 

Le physicien et parapsychologue GNM Tyrrell explique : 
 MJW Dunne, dans son livre, An Experiment with Time, introduit un schéma multidimensionnel dans sa tentative d'expliquer la précognition et développe ce schéma dans ses publications ultérieures. Mais, comme l'a montré le professeur Broad, ces dimensions illimitées ne sont pas nécessaires, ... et le vrai problème du temps - le problème du devenir, ou le passage des événements du futur au passé en passant par le présent, n'est pas expliqué et demeure finalement aux mains de l'auteur. 
Les éditions ultérieures ont continué à faire l'objet d'une attention particulière. En 1981, une nouvelle impression de la troisième édition de 1934 est publiée, avec une introduction de l'écrivain et producteur Brian Inglis. La dernière édition (1948) est réimprimée en 1981 avec une introduction du physicien et parapsychologue Russell Targ. Une critique de cette édition dans le New Scientist la décrit comme un « classique établi ».
Selon l'opinion scientifique dominante, Dunne est un écrivain divertissant, mais il n'y a aucune preuve scientifique de la précognition des rêves ou de plus d'une dimension temporelle et ses arguments ne convainquent pas ,.

### Réception populaire
Au moment de sa parution Le Temps et le rêve est rapidement très connu et largement débattu au point que, écrit V. Flieger, le fait de pas l'avoir lu devient une « marque de singularité » dans la société. 
Des essais critiques sur le sérialisme, aussi bien positifs que négatifs, sont publiés dans plusieurs ouvrages visant le grand public : H. G. Wells inclut New Light on mental Life dans sa collection d'articles Way The World is Going, JB Priestley en donne un compte rendu accessible dans son étude Man and Time et Jorge Luis Borges lui consacre un court essai, Time and JW Dunne, qui sera ensuite  inclus dans son anthologie Other Inquisitions.

## Suites
En plus de publier de nouvelles éditions de An Experiment with Time, Dunne a également publié plusieurs suites explorant différents aspects du sérialisme. 
The Serial Universe (L'Univers sériel) (1934) examine sa relation avec la physique actuelle en relativité et en mécanique quantique . 
The New Immortality (La nouvelle immortalité) (1938) et Nothing Dies (rien ne meurt) (1940) explorent l'aspect métaphysique du sérialisme, en particulier en relation avec l'immortalité. 
Intrusions? (1955) contient des récits autobiographiques des visions et des voix angéliques qui avaient accompagné bon nombre de ses rêves précognitifs. Il était incomplet au moment de sa mort en 1949, étant achevé avec l'aide de sa famille et finalement publié quelques années plus tard. Il a également révélé qu'il se croyait être un médium spirituel. Il avait délibérément choisi de laisser ce matériau en dehors de Une expérience avec le temps car il jugeait que cela aurait affecté la réception scientifique de sa théorie. 

## Influence

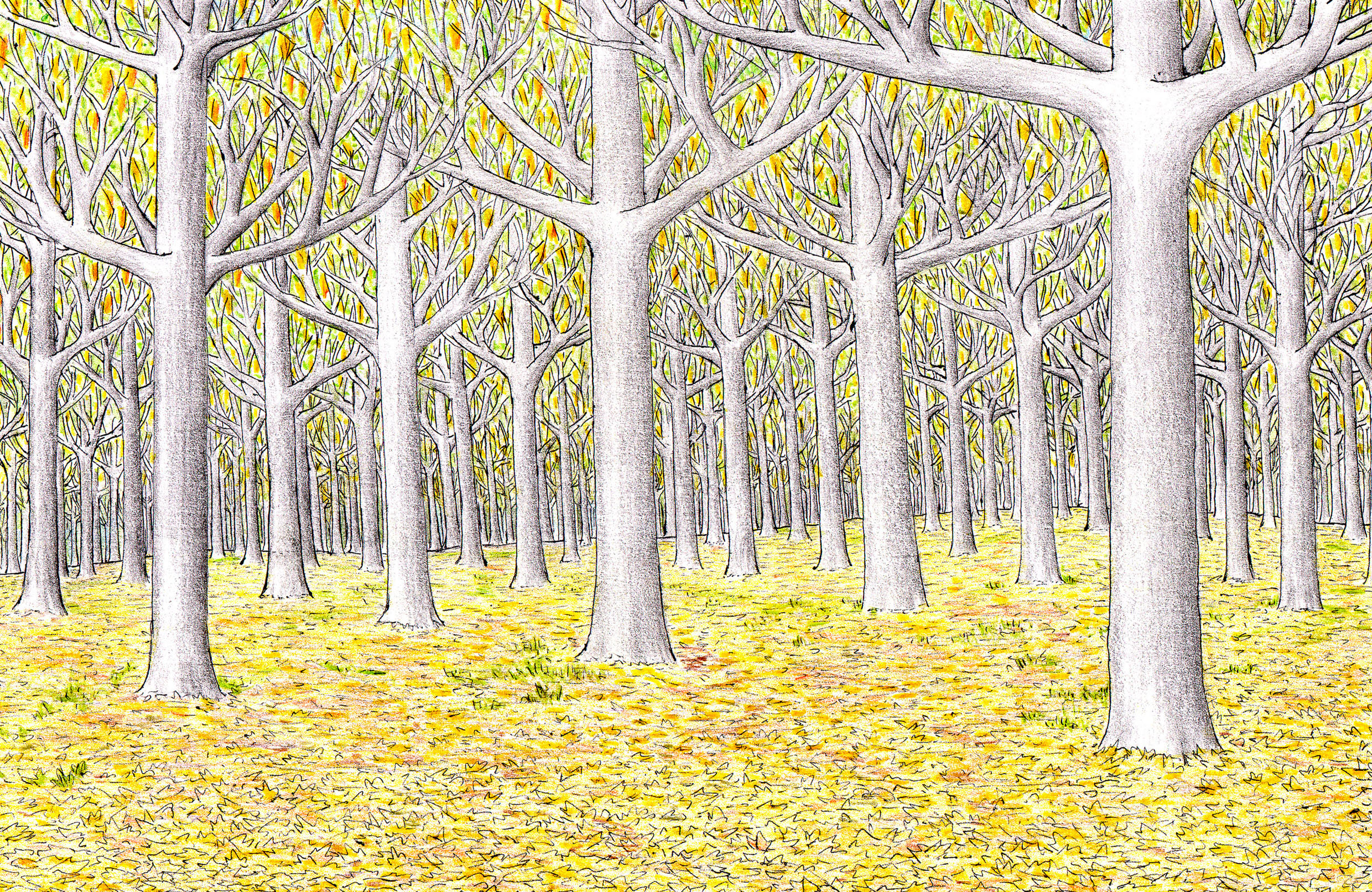
Chez Tolkien, le temps ne s'écoule pas à la même vitesse dans la forêt elfique de la Lórien qu'ailleurs ...

La popularité du Temps et le rêve se manifeste chez  les nombreux auteurs qui y ont puisé des idées dans de nombreuses œuvres littéraires de fiction. « Il a sans aucun doute contribué à créer quelque chose du climat imaginatif de ces années [de l'entre-deux-guerres] »,. 
L'un des premiers et des plus importants écrivains a été JB Priestley, qui a basé trois de ses " Time play " autour d'eux: Time and the Conways, Dangerous Corner et An Inspector Calls . 
Les idées de Dunne ont également fortement influencé les romans inachevés The Notion Club Papers de JRR Tolkien et The Dark Tower de CS Lewis . Tolkien et Lewis étaient tous deux membres du cercle littéraire Inklings . Tolkien a également utilisé les idées de Dunne sur les dimensions temporelles parallèles pour développer la relation entre le temps en Terre du Milieu et le « temps de la Lórien ». Lewis a utilisé les images du sérialisme dans l'au-delà qu'il a dépeint à la fin de The Last Battle, le récit de clôture des Chroniques de Narnia . 
Parmi les autres écrivains importants contemporains de JW Dunne qui ont utilisé ses idées, on peut citer John Buchan (The Gap in the Curtain), James Hilton (Random Harvest), son vieil ami HG Wells (The Queer Story of Brownlow's Newspaper and The Shape of Things to Come), Graham Greene (The Bear Fell Free) et Rumer Godden (A Fugue in Time),,. 
Les thèmes développés dans Le Temps et le rêve sont réutilisés et explorés par divers auteurs, même après la mort de Dunne en 1949 :
- En 1958, le roman de fantasy enfantine Tom's Midnight Garden de Philippa Pearce, remporte la Médaille Carnegie une prestigieuse récompense littéraire britannique[20] ;
- En 1964, l'écrivain Vladimir Nabokov entreprend sur lui-même sa propre expérience de rêve en suivant les instructions de Dunne et cela a fortement influencé ses romans ultérieurs, en particulier Ada ou l'Ardeur[21],[22] ;
- Dans le monde francophone, l'ouvrage de Dunne semble avoir exercé une certaine influence sur le courant littéraire surréaliste et notamment sur la réflexion d'André Breton sur le temps et la mort[23] ;
- Le Temps et le rêve apparaît dans le film Irréversible de Gaspar Noé (2002) : il est lu dans la scène du parc par le personnage d'Alex, interprété par Monica Bellucci[24].